# Geosaurus
Geosaurus là một chi Crocodylomorpha biển thuộc họ Metriorhynchidae, chúng sống vào thời kỳ Jura muộn đến Creta sớm. Geosaurus là một động vật ăn thịt dành hầu hết, nếu không phải tất cả, quãng đời của nó dưới biển. Không có trứng hay tổ Geosaurus đã được phát hiện, nên dòng đời của chi bò sát này được hiểu biết không nhiều. Tên Geosaurus nghĩa là "thằn lằn mẹ của người khổng lồ", xuất phát từ tiếng Hy Lạp Ge- ("Đất", mẹ của những người khổng lồ) và σαῦρος -sauros ("thằn lằn"). Geosaurus được công bố bởi nhà tự nhiên học Georges Cuvier năm 1824.